# Kara Taitz
Kara Taitz (Nova Iorque, 11 de maio de 1981) é uma atriz dos Estados Unidos, mais conhecida por seu papel em The Hard Times of RJ Berger interpretando Lily Miran, uma garota socialmente desajeitada e louca por sexo que tem sentimentos lascivos pelo personagem principal RJ Berger. Também tem participações em Zack & Cody: Gêmeos em Ação, onde interpretou Millicent, a garota doce sutil que muitas vezes desmaiou de pânico, Samantha Who, Os Feiticeiros de Waverly Place, etc.